# شب‌های هارلم
شب‌های هارلم (انگلیسی: Harlem Nights) فیلمی به کارگردانی و نویسندگی ادی مورفی و تهیه‌کنندگی مارک لیپسکی و رابرت دی. واچز محصول سال ۱۹۸۹ میلادی است.